# Cincinnatia winkleyi
Cincinnatia winkleyi är en snäckart som först beskrevs av Henry Augustus Pilsbry 1912.  Cincinnatia winkleyi ingår i släktet Cincinnatia och familjen tusensnäckor. Inga underarter finns listade i Catalogue of Life.